# 1-я пехотная дивизия (США)
1-я пехотная дивизия (англ. 1st Infantry Division) — тактическое соединение Армии США, существующая с 1917 года. Является старейшей из современных кадровых дивизий Армии США. Неофициальное название частей 1-й пехотной дивизии — «Большая красная единица» (Big Red One).

## История

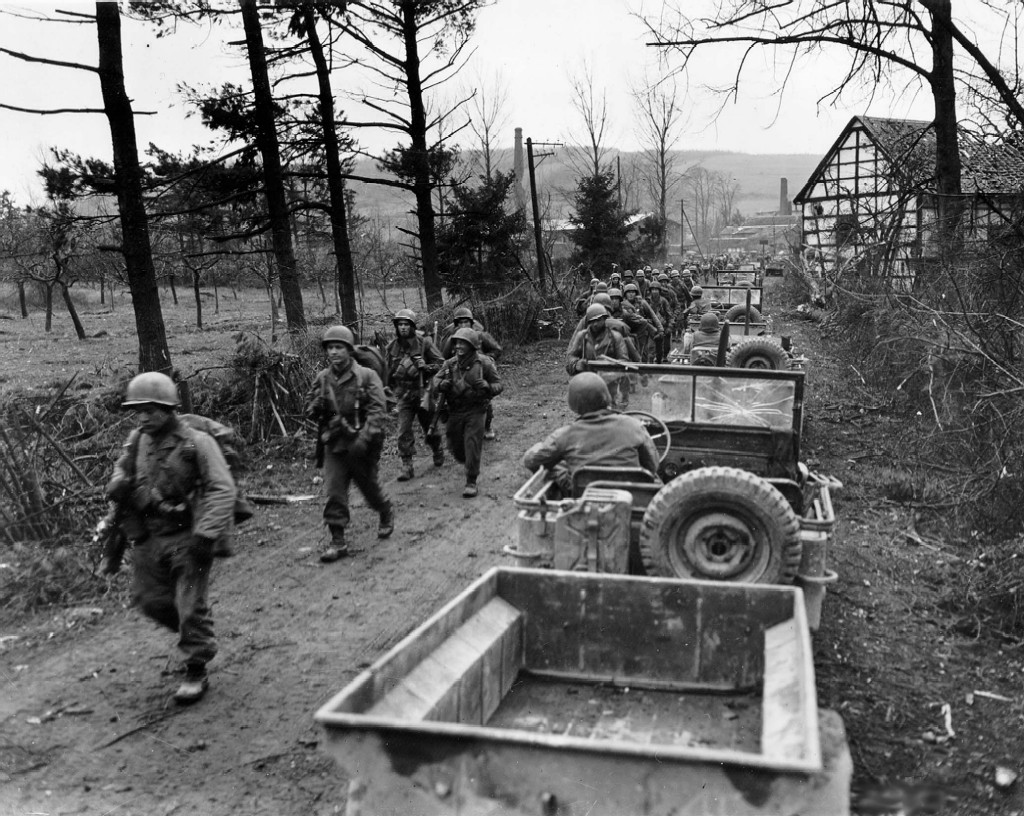
Подразделения 1-й пехотной дивизии на территории Германии, февраль 1945 г.
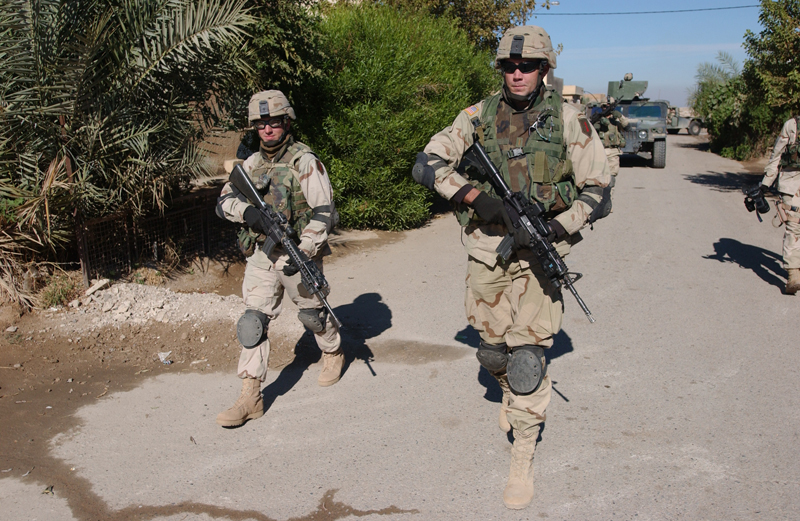
Патруль подразделения из состава 1-й пехотной дивизии в Ираке, ноябрь 2004 г.

1-я пехотная дивизия США, (первоначально называвшаяся также «1-й экспедиционной дивизией Армии США») официально сформирована 8 июня 1917 года в Форт-Джей, Нью-Йорк, для участия в Первой мировой войне.
Во второй половине 1917 года 1-я пехотная дивизия была переброшена во Францию. 23 октября артполк 1-й дивизии выпустил по позициям противника первые американские снаряды в этой войне. В мае 1918 года 28-й пехотный полк из состава 1-й пехотной дивизии отбил у немецких войск деревню Кантиньи, что стало первой победой экспедиционных сил США.
Летом — осенью 1918 года 1-я пехотная дивизия участвовала в освобождении Суассона, Сен-Миельской операции и Мёз-Аргоннском наступлении. После завершения войны 1-я дивизия некоторое время находилась в Германии, после чего вернулась на родину, потеряв за год войны почти 23 000 человек убитыми, пропавшими без вести и раненными.
В период между войнами 1-я пехотная дивизия была одной из четырёх полностью развёрнутых кадровых дивизий Армии США.
Боевой дебют «Большой красной единицы» во Второй мировой войне состоялся 8 ноября 1942 года, когда она начала высадку в Северной Африке. После капитуляции итало-немецких войск в Тунисе, дивизия 10 июля 1943 года высадилась на Сицилии. 6 июня 1944 года она высадилась в Нормандии, причём некоторые её подразделения понесли тяжёлые потери на пляже «Омаха». Закалённая в боях 1-я пехотная дивизия штурмовала восточную часть пляжа.
1-я пехотная дивизия вела боевые действия во Франции, Бельгии и в Германии. 21 октября её части и подразделения взяли Ахен — первый немецкий город, захваченный силами антигитлеровской коалиции. Приняв участие в отражении Арденнского наступления, 1-я пехотная дивизия прорывала «Линию Зигфрида» и форсировала Рейн. Войну она окончила в Чехословакии. Её общие потери во Второй мировой войне составили более 19 000 человек.
Первое послевоенное десятилетие дивизия провела на оккупационной службе в Германии и Австрии. В 1955 году дивизия была передислоцирована на территорию США, где вскоре была переформирована в рамках новой «пентамической» дивизионной концепции, получив вместо полков пять «боевых групп». Концепция оказалась не слишком удачной, и к середине 1960-х от неё отказались, переименовав «боевые группы» в бригады. Некоторые части и подразделения 1-й пехотной дивизии перебрасывались на территорию ФРГ для усиления группировки американских войск в Европе в период Берлинского кризиса 1961 г. и Карибского кризиса 1962 г..
Части и подразделения 1-й пехотной дивизии принимали активное участие во Вьетнамской войне. Три пехотных бригады 1-й пехотной дивизии были переброшены в Южный Вьетнам летом-осенью 1965 года, и уже 12 ноября личный состав «Большой красной» провёл первые крупные бои, отразив атаку превосходящих сил НФОЮВ на свои позиции у деревни Апбаубанг. Дивизия дислоцировалась в оперативной зоне ответственности 2-го армейского корпуса на позициях севернее Сайгона.
В 1966—1967 годах части и подразделения 1-й пехотной дивизии совместно с другим американскими частями принимали участие в операции «Кримп», сдерживали продвижение 9-й дивизии НФОЮВ, несколько раз вынудив её отступить для перегруппировки на сопредельную территорию Камбоджи. Местами постоянных боевых действий были дорога № 13, «Железный треугольник» и «Трапезоид», военные зоны C и D. В начале 1968 года 1-я пехотная дивизия принимала участие в отражении Тетского наступления. Части 1-й пехотной дивизии были выведены в США на раннем этапе вывода американских войск (в апреле 1970 года). Общие потери дивизии за пять лет войны составили около 22 000 военнослужащих.
В 1970-е годы 1-я пехотная дивизия из пехотной была преобразована в механизированную дивизию (на БТР М113). 3-я бригада дивизии на постоянной основе находилась в ФРГ. Вслед за оккупацией иракской армией Кувейта в 1990 году части 1-й пехотной дивизии были передислоцированы на территорию Саудовской Аравии. Во время наземной фазы операции «Буря в пустыне» 1-я пехотная дивизия действовала в первом эшелоне 7-го армейского корпуса и за 100 часов прошла 260 км по территории противника, понеся минимальные потери и взяв в плен более 11 000 иракских солдат.

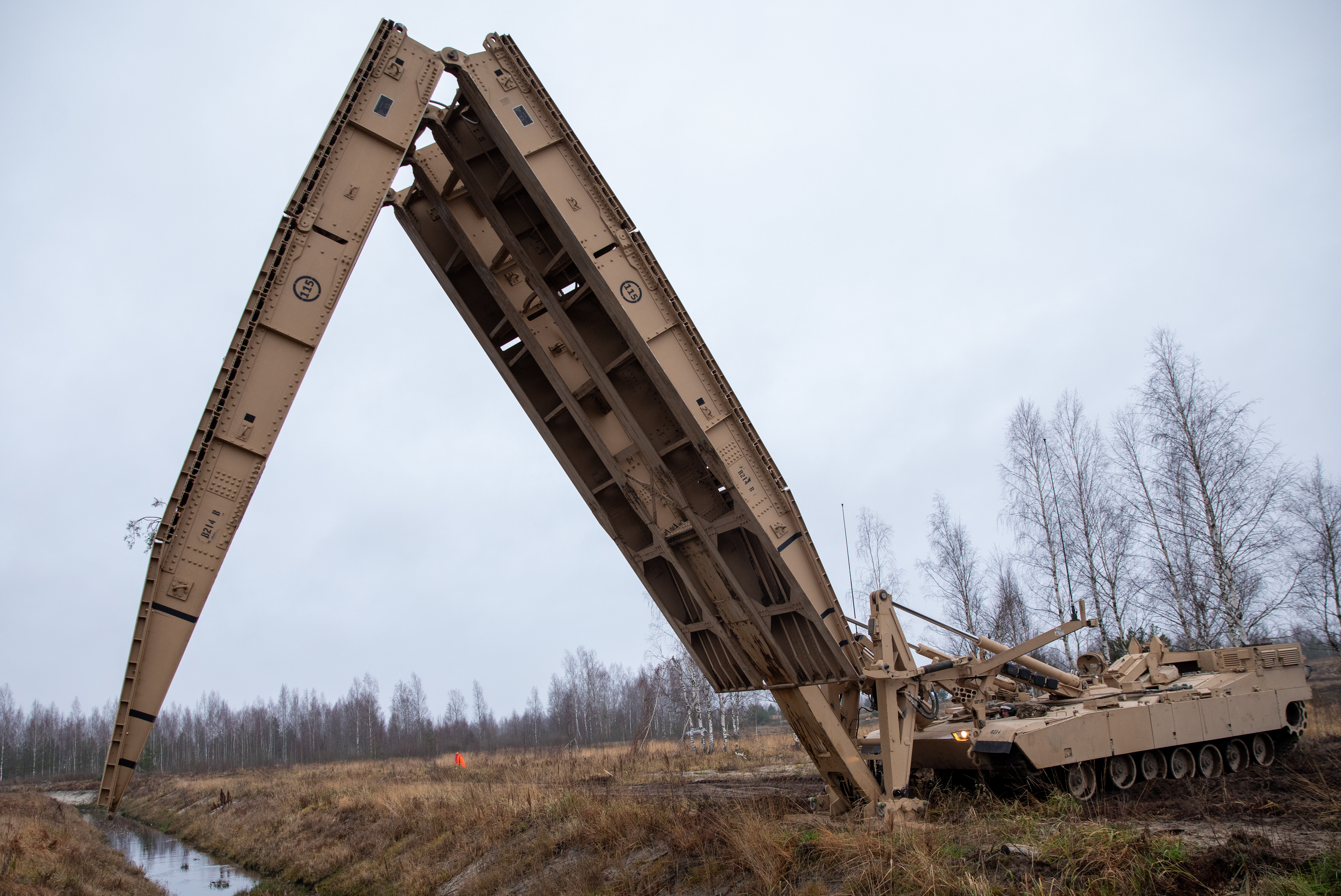
Танковый мостоукладчик M1074 JAB 1-й бригады 1-й пехотной дивизии в ходе учений «Зимний щит» на полигоне Адажи в Латвии. 27 ноября 2021 г.

Во второй половине 1990-х и начале 2000-х годов различные части и подразделения 1-й пехотной дивизии участвовали в миротворческих акциях в Боснии (IFOR/SFOR) и Косово (KFOR). До 2006 г. некоторые моторизованные и бронетанковые части 1-й пехотной дивизии дислоцировались на территории Германии, после чего были частично выведены на территорию США. Некоторые моторизованные части дивизии были выведены из её состава и переданы 1-й бронетанковой дивизии в марте 2008 года.
Дивизия принимает участие в Иракской войне уже после завершения операции «Иракская свобода». Осенью 2003 года одна её бригада прибыла в Ар-Рамади. С февраля 2004 по февраль 2005 года в Ираке находилась вся дивизия; в зону её ответственности входили районы к северу от Багдада (в том числе часть «суннитского треугольника»).
Боевая группа 3-й пехотной бригады была переброшена в провинции Хост и Пактия на востоке Афганистана в январе 2011 года 2-й батальон 2-го пехотного полка снова был выделен из состава бригады и переброшен в провинцию Газни под командованием поляков. Бригада провела операции «Тофан I» и «II». Миссия Тофана I заключалась в том, чтобы разрушить убежища повстанцев в районе Муса Хель провинции Хост, улучшить способность правительства связываться с людьми и собирать разведданные для планирования будущих операций. Задача Тофана II заключалась в том, чтобы установить контакт с повстанцами, нарушить их логистику и уменьшить любую материальную или моральную поддержку со стороны местного населения. Движение в крайне отдаленный район с узкими или отсутствующими дорогами, проложенными среди гор, включало конных и пеших солдат, которые также должны были осознавать необходимость контролировать ключевые особенности местности вокруг Сури Хейла.
Штаб 1-й пехотной дивизии был развернут в Баграме, Афганистан, 19 апреля 2012 года в рамках операции «Несокрушимая свобода XIII» после того, как 1-я кавалерийская дивизия приняла на себя ответственность за региональное командование (Восток) (RC (E)). Дивизия служила в качестве Объединенной объединенной оперативной группы-1 (CJTF-1) и RC (E), командовала и контролировала жизненно важный регион (Бамиан, Парван, Панджшайр, Каписа, Лагман, Нуристан, Конар, Нангархар, Мейден Вардак, Логар, Пактия, Хост, Газни и Пактика), окружающие Кабул и большую часть нестабильной границы с Пакистаном. Во время пребывания в Афганистане дивизия наблюдала за передачей полномочий 201-му корпусу Афганских национальных сил безопасности (ANSF) к северу от Кабула и подготовила 203-й корпус ANSF к принятию на себя полной ответственности за безопасность к югу от Кабула до передачи RC (E) в 101-ю воздушно-десантную дивизию (AASLT).
В ответ на растущую угрозу со стороны ИГИЛ Министерство обороны объявило 25 сентября 2014 года, что около 500 солдат из штаба 1-й пехотной дивизии будут отправлены в Ирак для оказания помощи иракским силам безопасности. Это будет первый штаб дивизии, развёрнутый в Ираке после вывода войск в 2011 году. Среди отправленных солдат около 200 будут размещены в Багдаде, где они составят почти половину развернутых американских войск. В середине октября 2016 года армия США объявила, что осенью 2016 года направит в Ирак около 500 солдат из штаба 1-й пехотной дивизии.
В конце июля 2016 года армия США объявила, что отправит 800 солдат из Бригады армейской авиации 1-й пехотной дивизии в Афганистан для поддержки операции «Страж свободы» — контртеррористической операции США против остатков «Аль-Каиды», ИГИЛ и других террористических групп. Бригада будет развёрнута со своими ударными вертолётами AH-64 Apache и вертолётами общего назначения UH-60 Black Hawk где-то до октября 2016 года.

## Операция «Атлантическая решимость»
В апреле 2017 года сайт Military.com сообщил, что около 4000 солдат из боевой группы 2-й бронетанковой бригады 1-й пехотной дивизии отправятся в Европу в рамках операции «Атлантическая решимость», заменив 3-ю бронетанковую бригаду 4-й пехотной дивизии в регулярной ротации сил. В сентябре 2017 года 2-я бронетанковая бригада дивизии была размещена в Польше, проводя тренировки по обеспечению готовности и оперативной совместимости с союзниками по НАТО. С 2018 года идёт перевалка морем американского военного оборудования, включая бронеавтомобили и танки, в польский порт Гдыня. К концу 2022 года было осуществлено 20 перевалок.

## Структура

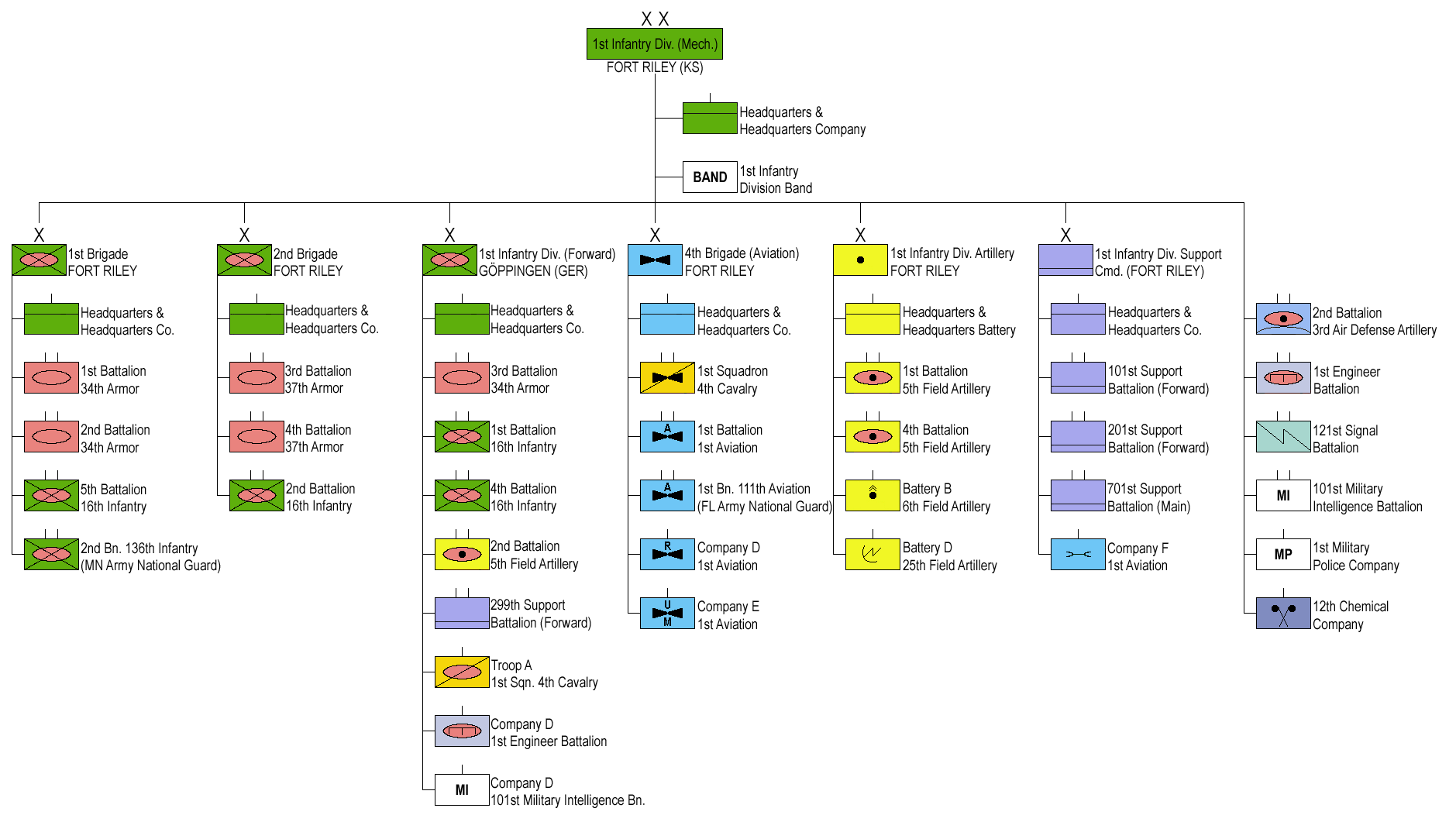
Состав дивизии в 1989 году.
Состав дивизии в 2024 году.

- 16-й пехотный полк (16th Infantry Regiment)
- 18-й пехотный полк (18th Infantry Regiment)
- 26-й пехотный полк (26th Infantry Regiment)
- 1-я разведывательная рота (механизированная) (1st Reconnaissance Troop (Mechanized))
- 1-й инженерный батальон (1st Engineer Combat Battalion)
- 1-й медицинский батальон (1st Medical Battalion)
- Артиллерийское командование 1-й дивизии (1st Division Artillery)
  - 7-й артиллерийский дивизион (105-мм гаубицы) (7th Field Artillery Battalion (105mm Howitzer))
  - 32-й артиллерийский дивизион (105-мм гаубицы) (32d Field Artillery Battalion (105mm Howitzer))
  - 33-й артиллерийский дивизион (105-мм гаубицы) (33d Field Artillery Battalion (105mm Howitzer))
  - 5-й артиллерийский дивизион (155-мм гаубицы) (5th Field Artillery Battalion (155mm Howitzer))
- Специальные войска (Special Troops)
  - 701-я лёгкая артиллерийско-техническая рота (701st Ordnance Light Maintenance Company)
  - 1-я квартирмейстерская рота (1st Quartermaster Company)
  - 1-я рота связи (1st Signal Company)
  - Взвод военной полиции (Military Police Platoon)
  - Штабная рота (Headquarters Company)
  - Оркестр (Band)[3]

|colspan="2" |
- Штаб и штабной батальон (Division Headquarters and Headquarters Battalion)
  - Штаб и рота поддержки (Headquarters and Support Company)
  - Операционная рота (Operations Company)
  - Рота разведки и поддержки (Intelligence and Sustainment Company)
  - Рота связи (Division Signal Company)
  - Оркестр (1st Infantry Division Band)
  - Церемониальный отряд кавалеристов (Commanding General’s Mounted Color Guard)
- 1-я бронетанковая бригада (1st Armored Brigade Combat Team (Devil Brigade))
  - Штаб и штабная рота (Headquarters and Headquarters Company)
  - 1-й эскадрон 4-го кавалерийского полка (1st Squadron, 4th Cavalry Regiment)
  - 1-й батальон 16-го пехотного полка (1st Battalion, 16th Infantry Regiment Iron Rangers)
  - 2-й батальон 34-го бронетанкового полка (2nd Battalion, 34th Armor Regiment Dreadnaughts)
  - 3-й батальон 66-го бронетанкового полка (3rd Battalion, 66th Armor Regiment Iron Knights)
  - 1-й дивизион 5-го артиллерийского полка (1st Battalion, 5th Field Artillery Regiment Hamilton’s Own)
  - 1-й инженерный батальон (1st Engineer Battalion Diehards )
  - 101-й батальон материально-технического обеспечения (101st Brigade Support Battalion Guardians)
- 2-я бронетанковая бригада (2nd Armored Brigade Combat Team (Dagger Brigade))
  - Штаб и штабная рота (Headquarters and Headquarters Company)
  - 5-й эскадрон 4-го кавалерийского полка (5th Squadron, 4th Cavalry Regiment)
  - 1-й батальон 18-го пехотного полка (1st Battalion, 18th Infantry Regiment Vanguards)
  - 1-й батальон 63-го бронетанкового полка (1st Battalion, 63rd Armor Regiment Dragons)
  - 2-й батальон 70-го бронетанкового полка (2nd Battalion, 70th Armor Regiment Thunder Bolts)
  - 1-й дивизион 7-го артиллерийского полка (1st Battalion, 7th Field Artillery Regiment First Lightning)
  - 82-й инженерный батальон (82nd Brigade Engineer Battalion)
  - 299-й батальон материально-технического обеспечения (299th Brigade Support Battalion Lifeline)
- Артиллерийское командование (1st Infantry Division Artillery)
  - Штаб и штабная батарея (Headquarters and Headquarters Battery)
- Бригада армейской авиации (Combat Aviation Brigade, 1st Infantry Division (Demon Brigade)
  - Штаб и штабная рота (Headquarters and Headquarters Company)
  - 1-й вертолётный батальон (ударный) 1-го авиационного полка с 24 AH-64D (1st Battalion (Attack), 1st Aviation Regiment)
  - 1-й вертолётный эскадрон 6-го кавалерийского полка с 24 AH-64D и 12 RQ-7 Shadow (1st Squadron, 6th Cavalry Regiment)
  - 2-й вертолётный батальон (общей поддержки) 1-го авиационного полка с 8 UH-60L/M Black Hawk, 10 CH-47D Chinook и 10 HH-60L/M Black Hawk (2nd Battalion (General Support), 1st Aviation Regiment)
  - 3-й вертолётный батальон (штурмовой) 1-го авиационного полка с 30 UH-60M Black Hawk (3rd Battalion (Assault), 1st Aviation Regiment)
  - 601-й батальон тылового обеспечения (601st Aviation Support Battalion)
- Бригада поддержки (1st Infantry Division Sustainment Brigade)
  - 1-й батальон специальных войск (1st Special Troops Battalion)
    - Штаб и штабная рота (Headquarters and Headquarters Company)
    - 267-я рота связи (267th Signal Company)

  - 541-й батальон материально-технического обеспечения (541st Combat Sustainment Support Battalion)
    - Штаб и штабная рота (Headquarters and Headquarters Company)
    - 1-я рота технического ремонта и обслуживания (1st Support Maintenance Company)
    - 24-я смешанная рота грузовиков и седельных тягачей (24th Composite Truck Company)
    - 165-я группа контроля движения (165th Movement Control Team)
    - 266-я группа контроля движения (266th Movement Control Team)
    - 526-я квартирмейстерская рота (526th Quartermaster Composite Supply Company)

## В культуре
- Участию дивизии во Второй мировой войне посвящён художественный фильм «Большая красная единица» (1980 год).
- В компьютерной игре Call of Duty: Finest Hour (2004 год) в нескольких миссиях задействовано отделение из 1-й пехотной дивизии. Игры Call of Duty 2: Big Red One (2005 год) и Call of Duty: WWII (2017 год) полностью посвящены участию дивизии во Второй мировой войне.